# موریس ژنووا
موریس ژنووا (به فرانسوی: Maurice Genevoix) در ۲۹ نوامبر ۱۸۹۰ زاده و در۸ سپمتامبر ۱۹۸۰ وفات یافت. وی شاعر و رمان‌نویس اهل فرانسه و برندهٔ جایزه گنکور است. از میان آثار او، رمان «شکار» توسط محمدتقی غیاثی (۱۳۶۹) به فارسی ترجمه شده است.